# Pedro Carranza Salinas
Pedro Carranza Salinas OCarm (ur. w 1567 w Sewilli, zm. 29 lutego 1632) – hiszpański duchowny rzymskokatolicki, karmelita, pierwszy biskup Buenos Aires.

## Życiorys
Wstąpił do Zakonu Braci Najświętszej Maryi Panny z Góry Karmel. Śluby zakonne złożył 25 listopada 1583.
30 marca 1620 wybrany na pierwszego biskupa utworzonej w tym roku diecezji Buenos Aires, co zatwierdził 6 kwietnia 1620 papież Paweł V. 29 czerwca 1621 w przyjął sakrę biskupią z rąk biskupa Córdoby Juliána de Cortázara.
Rządy w diecezji sprawował do śmierci 29 lutego 1632.